# Linnasaari (ö i Konnevesi)
Linnasaari är en ö i Konnevesisjön i Finland. Den ligger i sjön Konnevesi och i kommunen Konnevesi i den ekonomiska regionen  Äänekoski ekonomiska region  och landskapet Mellersta Finland, i den centrala delen av landet, 280 km norr om huvudstaden Helsingfors. Öns största längd är 330 meter i nord-sydlig riktning.